# Abracadabra (Buck-Tick)
Abracadabra è un album in studio del gruppo musicale giapponese Buck-Tick, pubblicato nel 2020.

## Tracce
1. Peace – 2:47 (musica: Imai)
2. Que sera sera Elegy (ケセラセラ エレジー) – 4:49 (testo: Imai – musica: Imai)
3. Urahara-Juku – 5:06 (testo: Sakurai – musica: Imai)
4. Sophia Dream – 3:27 (testo: Imai – musica: Imai)
5. Tsuki no Sabaku (月の砂漠) – 4:01 (testo: Sakurai – musica: Hoshino)
6. Villain – 4:56 (testo: Sakurai and Imai – musica: Imai)
7. Kogoeru (凍える) – Crystal CUBE ver. – 5:14 (testo: Sakurai – musica: Hoshino)
8. Maimu Maimu (舞夢マイム) – 3:52 (testo: Sakurai – musica: Imai)
9. Dance Tegoku (ダンス天国) – 3:48 (testo: Sakurai – musica: Hoshino)
10. Kemonotachi No Yoru (獣たちの夜) - YOW ROW ver. – 4:06 (testo: Sakurai – musica: Imai)
11. Datenshi (堕天使) - YOW-ROW ver. – 3:31 (testo: Sakurai – musica: Imai)
12. Moonlight Escape – 4:11 (testo: Sakurai – musica: Imai)
13. Eureka (ユリイカ) – 3:43 (testo: Sakurai and Imai – musica: Imai)
14. Bōkyaku (忘却) – 4:43 (testo: Sakurai – musica: Imai)

## Formazione
- Atsushi Sakurai – voce
- Hisashi Imai – chitarra, cori
- Hidehiko Hoshino – chitarra
- Yutaka Higuchi – basso
- Toll Yagami – batteria